# Тадасу-но мори
Тадасу-но мори (яп. 糺の森 лес Тадасу) — священный лес вокруг синтоистского святилища Симогамо в Киото. Его название может означать «лес дельты», «лес справедливости» или «лес истины». Лес расположен у слияния рек Камо-Гава и Такано-Гава на северо-востоке города. Он находится на территории Симогамо-дзиндзя, одного из семнадцати исторических мест в Киото и его окрестностях, которые в 1994 году были внесены ЮНЕСКО в список исторических памятников древнего Киото. Святилища Камо были призваны охранять Киото от вредоносных сил.
Тадасу-но мори считается старейшим лесом Киото. Возможно, название леса происходит от того, что жители окрестных деревень собирались там, чтобы разрешить конфликты. Во время войны Онин (1467—1477) лес сгорел вместе со святилищем.
Лес в основном лиственный, что связано с составом протекающих в нём ручьёв. Самыми распространёнными видами деревьев в лесу являются aphananthe aspera, каркас китайский, дзельква японская и камфорный лавр, причём последний медленно вытесняет другие виды.
В старину особо ценилось цветение в лесу сливы и сакуры. Живописец Корин Огата, живший в XVII веке, запечатлел весенние виды в Тадасу-но-мори на ширме Цветение красной и белой сливы, являющейся национальным сокровищем. Самая известная сакура в лесу стоит перед ториями храма.
Сандо (священный путь) от первых тории до центрального святилища Симогамо, как и в старину, проходит через лес, вдоль дороги бегут ручьи.
Лес занимает более 12 га и является национальным историческим памятником и памятником природы под защитой Фонда Тадасу-но мори.